# Wilga Garwolin
Wilga Garwolin (vollständig Garwoliński Klub Sportowy Wilga Garwolin) ist ein Mehrspartensportverein aus der polnischen Stadt Garwolin. Besondere Erfolge erkämpfte sich der Verein im Badminton, in der Leichtathletik und im Volleyball.

## Geschichte
Der Verein wurde 1922 als KS Wilga Garwolin gegründet. Aus dem Verein stammen der Olympiateilnehmer Janusz Pająk und der Fußballer Grzegorz Piesio. Später wurden besondere Erfolge im Badminton errungen. Von 1982 bis 2000 startete der Verein 17 Mal in der ersten polnischen Liga. Im Volleyball spielt der Verein in der zweiten Liga.